# Sergi Carbonell
Sergi Carbonell Vergés (Ribas de Freser, 15 de septiembre de 1986) es un multinstrumentista, cantante y compositor español, reconocido por su trayectoria en la agrupación Txarango y por su carrera en solitario, en la que ha publicado hasta la fecha cinco álbumes de estudio. El más reciente de ellos, titulado Refugi, fue publicado en enero de 2023. Un año después estrenó un EP de seis canciones titulado Crisàlide.

## Biografía

### Primeros años y Txarango
Carbonell Vergés nació en el municipio de Ribas de Freser, Gerona en 1986. Interesado principalmente en la ejecución del piano, comenzó a estudiar música a los ocho años. Decidido a iniciar una carrera musical, cursó estudios clásicos en el Conservatorio de Música Clásica del Liceo de Barcelona. Al cumplir su mayoría de edad ingresó en el Conservatorio de Badalona y posteriormente en el Taller de Músics de la capital catalana.
Influenciado por música latinoamericana como el tango, la salsa y la bossa nova, se trasladó a La Habana, Cuba para continuar con su formación en piano. Al regresar a España, formó junto a Marcel Lázara y Alguer Miquel la agrupación Txarango en 2007. Con el grupo, en el que se desempeñó como pianista y acogió diversidad de géneros musicales como el folk rock, el dub, el rocksteady y el reggae fusión, Carbonell grabó los álbumes de estudio Benvinguts al llarg viatge (2012), Som Riu (2014), El cor de la terra (2017) y De Vent i Ales (2020), además de algunos discos recopilatorios.
Realizó además giras internacionales con la banda, en las que visitó más de treinta países. Al ser una agrupación con una vertiente política y social, tuvo la oportunidad de visitar lugares como el Campos de Refugiados de la RASD en Tinduf, Palestina o el sur de Melilla, y asistir a campos de refugiados en Senegal, Serbia y Grecia. Txarango anunció su separación definitiva en octubre de 2021, y desde entonces el músico se ha enfocado en sus diferentes proyectos en solitario.

### Carrera en solitario y otros proyectos
Paralelo a su labor en Txarango, debutó como solista en el año 2013 con el álbum Sota la pell, compuesto por trece canciones de piano instrumental. Después de publicar como adelanto la canción «Brises del nord», en 2017 publicó su segundo trabajo discográfico, titulado Harmonia, a través de la discográfica Halley Records. Ese mismo año, el sello lanzó una reedición de Sota la pell.
En 2020 publicó Levedad (21 suspirs), un nuevo álbum instrumental, seguido de Ubuntu (2022), ambos con la mencionada discográfica. Este último disco contó con la colaboración del cuarteto de cuerda de la Orquesta Sinfónica de Budapest y fue grabado entre Cataluña y Budapest.
Junto con su padre, el director y profesor de teatro Janot Carbonell, inició en 2019 un proyecto denominado Els Carbonell, en el que presentan en directo un espectáculo de música y poesía de artistas como Federico García Lorca, Silvio Rodríguez, Miquel Martí i Pol o Emel Mathlouthi. Igualmente, desde 2021 ha llevado a cabo cuatro ediciones de Live Sessions, un proyecto de piezas audiovisuales tocadas en directo en el que comparte como guitarrista y cantante con músicos invitados, versiones de artistas como Coldplay, Jarabe de Palo, El Kanka, Jorge Drexler, Vicente García y Buenavista Social Club, entre otros.

### Refugi, Crisàlidey actualidad
En octubre de 2022, el portal catalán La República anunció que a comienzos de 2023 Carbonell iniciaría una nueva etapa como cantautor con el lanzamiento del disco Refugi, en el que participaría por primera vez como cantante principal acompañado de una banda conformada por el guitarrista Sebastià Gris, la violonchelista Marta Roma y el percusionista Joan Palà.
El primer sencillo del disco, titulado El viatge y publicado en octubre de 2022, está dedicado a su trayectoria en el grupo Txarango. El diario digital NacióRipollès anunció que el álbum constaría de trece canciones, y que sería presentado en directo el 18 de marzo en el Auditorio de Girona y el 31 de marzo en el Auditorio de Barcelona.
El 10 de enero de 2023 el músico publicó «Mestissos», un nuevo sencillo del disco que también contó con un videoclip. Tres días después presentó Refugi, álbum conformado por trece canciones, dos en castellano y once en catalán. El disco fue descrito en el portal MondoSonoro como «un trabajo repleto de colores, sabores y matices que se siente como un viaje personal hacia nuestros refugios personales».
El 1 de febrero de 2024 presentó Crisàlide, un EP compuesto por seis canciones y producido por Dani López; Miki Tejero se encargó de dirigir un videoclip para cada una de las canciones. El medio La Ciutat anunció que Carbonell presentaría el nuevo EP el 10 de marzo de 2024 en el Teatro El Círcol de Badalona.

## Discografía

### En solitario
| Año  | Título               | Discográfica   | Ref.   |
| ---- | -------------------- | -------------- | ------ |
| 2013 | Sota la pell         | Halley Records | [ 7 ]  |
| 2017 | Harmonia             | Halley Records | [ 9 ]  |
| 2020 | Levedad (21 suspirs) | Halley Records | [ 7 ]  |
| 2022 | Ubuntu               | Halley Records | [ 13 ] |
| 2023 | Refugi               | Halley Records | [ 18 ] |
| 2024 | Crisàlide            | Halley Records | [ 26 ] |

### Con Txarango
| Año  | Título                                          | Notas              | Ref.   |
| ---- | ----------------------------------------------- | ------------------ | ------ |
| 2012 | Benvinguts al llarg viatge                      | Álbum de estudio   | [ 3 ]  |
| 2013 | Txarango i els 40 lladres al Palau de la música | DVD                | [ 3 ]  |
| 2014 | Som riu                                         | Álbum de estudio   | [ 3 ]  |
| 2017 | El cor de la terra                              | Álbum de estudio   | [ 3 ]  |
| 2020 | De Vent I Ales                                  | Álbum de estudio   | [ 27 ] |
| 2021 | El Gran Ball                                    | Álbum de versiones | [ 28 ] |